# Operacja Niebieska Gwiazda
Operacja Niebieska Gwiazda – indyjska operacja wojskowa mająca miejsce w Złotej Świątyni Sikhów w Amritsarze w indyjskim stanie Pendżab. Operacja trwała od 1 do 10 czerwca 1984 roku. 3 czerwca tegoż roku Indira Gandhi zleciła atak zbrojny na świątynię. Jego celem było rozprawienie się z separatystami, którzy ukryli się w świątyni. W wyniku akcji zabito setki bojowników sikhijskich, jak również cywilów.

## Następstwa
Rankiem 31 października 1984 zginęła Indira Gandhi, ówczesna premier Indii. Została zastrzelona na terenie własnej rezydencji przez swoich dwóch ochroniarzy, sikhów, Beanta Singha i Satwanta Singha. Okoliczności zamachu wskazywały na istnienie odwetowego spisku z udziałem osób odpowiedzialnych za ochronę Indiry Gandhi.